# رولز-رویس ترنت ۱۰۰۰
رولز-رویس ترنت ۱۰۰۰ (به انگلیسی: Rolls-Royce Trent 1000) یک موتور توربوفن بای‌پس بالا است که توسط شرکت رولز-رویس تولید می‌شود. این موتور یکی از دو گزینه پیشرانه برای هواپیمای بوئینگ ۷۸۷ دریم‌لاینر است و در رقابت با موتور General Electric GEnx قرار دارد. 
اولین آزمایش این موتور در ۱۴ فوریه ۲۰۰۶ انجام شد و اولین پرواز آن در ۱۸ ژوئن ۲۰۰۷ صورت گرفت. پس از اخذ گواهینامه مشترک EASA/FAA در ۷ اوت ۲۰۰۷، در تاریخ ۲۶ اکتبر ۲۰۱۱ وارد سرویس عملیاتی شد.
در اوایل سال ۲۰۱۶، ترک‌خوردگی ناشی از خستگی و خوردگی در پره‌های توربین فشار متوسط (IP) کشف شد. این مشکل منجر به زمین‌گیر شدن ۴۴ هواپیما و تحمیل هزینه‌ای حداقل ۱.۳ میلیارد پوندی به رولز-رویس شد.
این موتور با نیروی پیشران بین ۶۲,۲۶۴ تا ۸۱,۰۲۸ پوند نیرو (۲۷۶.۹۶ تا ۳۶۰.۴۳ کیلونیوتن)، نسبت بای‌پس بیش از ۱۰:۱ و فن با قطر ۲.۸۵ متر (۹ فوت و ۴ اینچ) طراحی شده است. همچنین، آرایش سه‌محوره (three-spool) که از ویژگی‌های سری موتورهای ترنت است، در این مدل نیز حفظ شده است.
نسخه به‌روز شده این موتور، ترنت ۱۰۰۰ TEN، با بهره‌گیری از فناوری‌های موتورهای Trent XWB و Advance3، به دنبال کاهش مصرف سوخت تا ۳ درصد بیشتر است. این مدل در اواسط سال ۲۰۱۴ برای اولین بار روشن شد، در ژوئیه ۲۰۱۶ گواهینامه EASA را دریافت کرد، در ۷ دسامبر ۲۰۱۶ اولین پرواز خود را روی یک ۷۸۷ انجام داد و در تاریخ ۲۳ نوامبر ۲۰۱۷ معرفی شد.
در اوایل سال ۲۰۱۸، ترنت ۱۰۰۰ موفق به کسب ۳۸ درصد از سهم بازار سفارش‌های قطعی شده بود. رولز-رویس ترنت ۷۰۰۰ نیز نسخه‌ای از این موتور است که با استفاده از هوای خارج شده (bleed air) برای هواپیمای ایرباس A330neo طراحی شده است.

## توسعه
در سال ۲۰۰۳، رولز-رویس در حال ارائه یک نسخه مقیاس‌بندی شده از موتور ترنت ۹۰۰ برای هواپیمای پیشنهادی بوئینگ 7E7 بود که می‌توانست فناوری‌های ANTLE را در خود جای دهد. در ۶ آوریل ۲۰۰۴، بوئینگ اعلام کرد که دو شریک برای تولید موتورهای ۷۸۷ جدید خود انتخاب کرده است: رولز-رویس و جنرال الکتریک (GE). در ژوئن ۲۰۰۴، ایر نیوزلند موتور ترنت ۱۰۰۰ را برای دو سفارش قطعی خود انتخاب کرد. در ۱۳ اکتبر ۲۰۰۴، آل نیپون ایرویز (ANA) رولز-رویس را برای تأمین نیروی ۳۰ فروند 787-3s و ۲۰ فروند 787-8 خود برگزید که قراردادی به ارزش ۱ میلیارد دلار (۵۶۰ میلیون پوند) بود.
اولین آزمایش موتور ترنت ۱۰۰۰ در ۱۴ فوریه ۲۰۰۶ انجام شد. در ۱۸ ژوئن ۲۰۰۷، این موتور اولین پرواز خود را از فرودگاه واکو در تگزاس، بر روی بستر آزمایشی پروازی رولز-رویس که یک بوئینگ 747-200 اصلاح شده بود، انجام داد. در ۷ ژوئیه ۲۰۰۷، شرکت اجاره‌دهنده هواپیما International Lease Finance Corporation (ILFC)، سفارشی به ارزش ۱.۳ میلیارد دلار (بر اساس قیمت‌های لیست) برای موتورهای ترنت ۱۰۰۰ به منظور تأمین نیروی ۴۰ فروند از هواپیماهای ۷۸۷ در سفارش خود ثبت کرد که به ازای هر موتور ۱۶.۲۵ میلیون دلار می‌شد. این موتور گواهینامه مشترک از سوی FAA و EASA را در ۷ اوت ۲۰۰۷ دریافت کرد. ترنت ۱۰۰۰ موتور آغازین برای هر دو مدل اولیه ۷۸۷، مدل -۸ با ANA و مدل -۹ با ایر نیوزلند است. در ۲۷ سپتامبر ۲۰۰۷، بریتیش ایرویز انتخاب ترنت ۱۰۰۰ را برای تأمین نیروی ۲۴ فروند بوئینگ ۷۸۷ خود اعلام کرد.
در ۲ اوت ۲۰۱۰، یک موتور ترنت ۱۰۰۰ دچار از کارافتادگی مهارنشده (uncontained failure) توربین میانی در یک سکوی آزمایش شد. گزارش شد که این حادثه به دلیل آتش‌سوزی در سیستم روغن موتور بوده است.

### ترنت 1000 TEN
رولز-رویس یک نسخه بهبود یافته را طراحی کرد که حداقل ۲٪ مصرف سوخت بهتری نسبت به مدل فعلی ترنت ۱۰۰۰ Package C ارائه می‌دهد. این شرکت ادعا می‌کند که می‌تواند تا ۳٪ مصرف سوخت کمتری نسبت به رقبا ارائه دهد. تا ماه مه ۲۰۱۵، رولز-رویس ادعا می‌کرد که این موتور به کاهش سلطه GEnx در بازار موتورهای بوئینگ ۷۸۷ کمک کرده است، به طوری که ۴۲٪ از سفارشات جدید موتور به ترنت اختصاص یافته است. در اوایل سال ۲۰۱۸، از مجموع ۱۲۷۷ سفارش، ۶۸۱ مورد جنرال الکتریک (۵۳.۳٪)، ۴۲۰ مورد رولز-رویس (۳۲.۹٪) و ۱۷۶ مورد نامشخص (۱۳.۸٪) انتخاب شده بودند.
این موتور دارای یک نسخه مقیاس‌بندی شده از کمپرسور Trent XWB-84 نصب شده روی ایرباس A350 و فناوری هسته Advance3 است. مصرف سوخت از طریق بهبود کمپرسور فشار متوسط کاهش می‌یابد، جایی که پره‌های عقبی آن با سرعت‌های بالاتری می‌چرخند. سه مرحله بلیسک (blisk) در کمپرسور جدید معرفی شده‌اند و ۷۵٪ از قطعات آن نسبت به مدل ۱۰۰۰، جدید یا تغییر یافته  هستند.
این موتور اولین بار در اواسط سال ۲۰۱۴ راه‌اندازی شد. رولز-رویس در ابتدا امیدوار بود که ترنت TEN را قبل از پایان سال ۲۰۱۵ تأیید فنی کند و در اواخر سال ۲۰۱۶ وارد خدمت شود. بازنگری یک ویژگی صرفه‌جویی در وزن به نام "استاتورهای نواری" و سایر مسائل طراحی، تأییدیه موتور FAA Part 33 را به تأخیر انداخت. در نهایت این موتور در ژوئیه ۲۰۱۶ توسط EASA تأیید شد.
اولین پرواز آن بر روی یک بوئینگ ۷۸۷ در ۷ دسامبر ۲۰۱۶ انجام شد. رولز-رویس از سال ۲۰۱۷ TEN را به عنوان گزینه موتور خود برای ۷۸۷ ارائه کرده است. با وجود اینکه موتور در نقاط عملیاتی برخاست و فرود، الزامات مربوط به میزان انتشار دود را برآورده می‌ساخت، اما در سطوح خاصی از رانش، این استانداردها رعایت نمی‌شد. از این رو، در اوت ۲۰۱۷، شرکت رولز-رویس به سازمان هوانوردی فدرال آمریکا (FAA) درخواست معافیت موقت تا سال ۲۰۱۹ را برای انجام اصلاحات لازم ارائه داد. قابل ذکر است که این موتور طبق استانداردهای آژانس ایمنی هوانوردی اتحادیه اروپا (EASA) از نظر انتشار دود قابل قبول بود، اما الزامات سخت‌گیرانه‌تر FAA در تمامی سطوح رانش را احراز نمی‌کرد. شرکت هواپیمایی ارزان‌قیمت نروژ ایر (Norwegian Air)، شرکت هواپیمایی سنگاپوری Scoot و ایر نیوزلند در نوامبر ۲۰۱۷ هواپیماهای ۷۸۷ مجهز به موتور ترنت ۱۰۰۰ TEN را تحویل گرفتند و اولین سرویس تجاری در تاریخ ۲۳ نوامبر انجام شد.

## طراحی

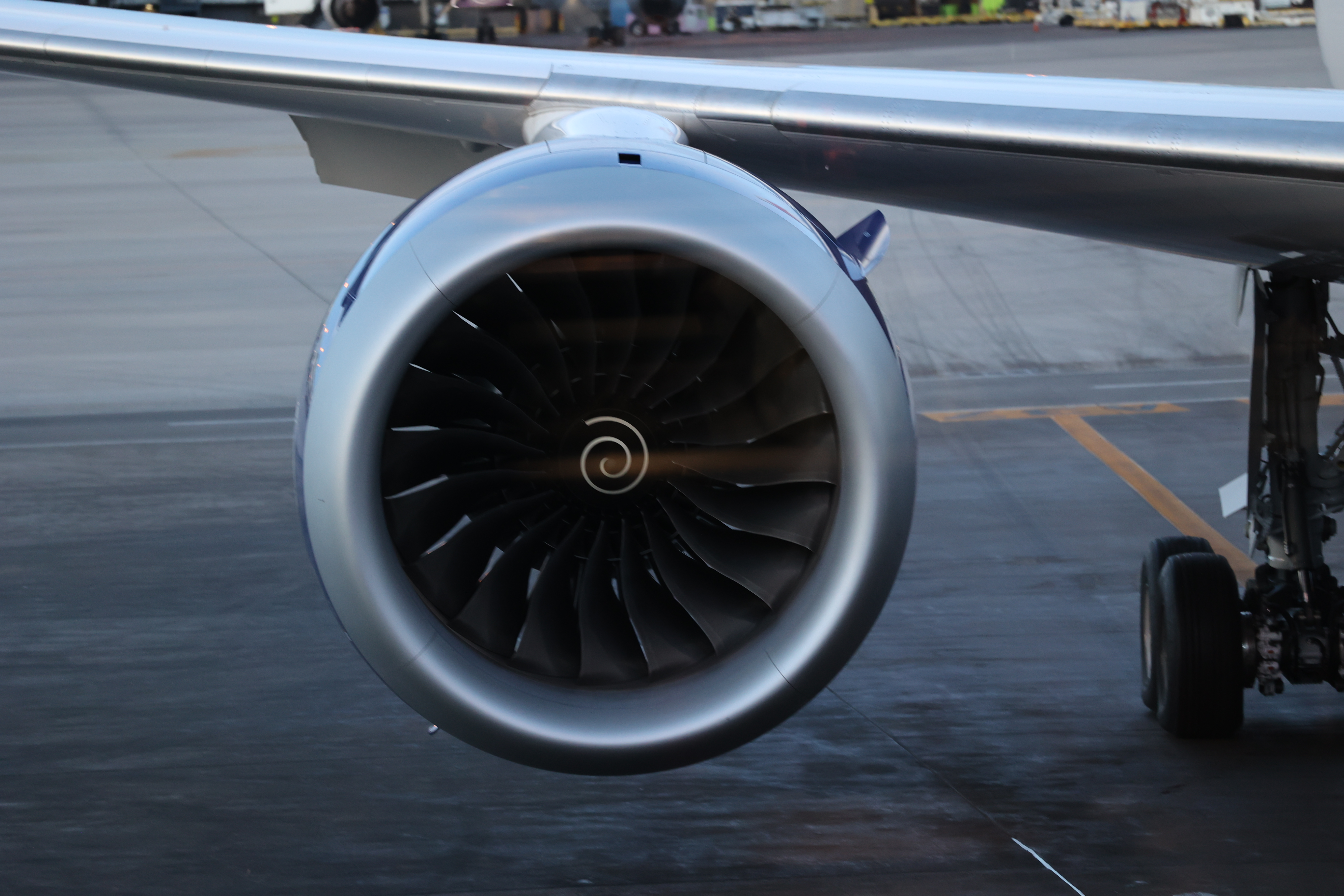
موتور ترنت 1000 نصب شده بر روی بوئینگ 787 بریتیش ایرویز

موتور ترنت ۱۰۰۰ یک توربوفن بای‌پس بالا با سه محور مستقل و هم‌محور و یک محفظه احتراق حلقوی واحد مجهز به ۱۸ سوخت پاش است. محور متصل به توربین فشار پایین، توسط شش توربین محوری به حرکت در می‌آید که فن ۲.۸۵ متری (۹ فوت و ۴ اینچ) با پره‌های جاروب‌شونده را به چرخش در می‌آورد. محور متصل به توربین فشار متوسط، مجهز به ۸ ردیف کمپرسور محوری، توسط یک ردیف توربین به چرخش در می‌آید. کمپرسور فشار بالا که شامل شش ردیف است، توسط یک ردیف توربین به حرکت در می‌آید که در جهت مخالف دو محور دیگر می‌چرخد. کنترل این موتور توسط یک سیستم EEC صورت می‌گیرد.
در ابتدا، بوئینگ به ایده تأمین انحصاری پیشرانه ۷۸۷ فکر می‌کرد که جنرال الکتریک اوییشن (GE Aviation) محتمل‌ترین گزینه بود. با این حال، مشتریان بالقوه خواستار حق انتخاب بودند و بوئینگ نیز با این درخواست موافقت کرد.
برای اولین بار در صنعت هوانوردی تجاری، هر دو نوع موتور (جنرال الکتریک و رولز-رویس) دارای یک رابط استاندارد با هواپیما هستند. این ویژگی امکان نصب هر یک از موتورهای GE یا رولز-رویس را بر روی هر ۷۸۷ در هر زمان، به شرط اصلاح پایلون (نگهدارنده موتور)، فراهم می‌آورد. قابلیت تعویض موتور، ۷۸۷ را به یک هواپیما انعطاف‌پذیرتر برای خطوط هوایی تبدیل می‌کند و به آن‌ها اجازه می‌دهد در صورت بروز هر گونه پیشرفت آتی در موتورها که با مشخصات عملیاتی آن‌ها مطابقت بیشتری دارد، از موتور یک تولیدکننده به موتور دیگری تغییر وضعیت دهند. البته، هزینه چنین تغییری مستلزم تفاوت قابل توجهی در هزینه‌های عملیاتی بین دو نوع موتور است تا از نظر اقتصادی توجیه‌پذیر باشد؛ تفاوتی که در موتورهای امروزی وجود ندارد.
همانند نسخه‌های قبلی خانواده ترنت، رولز-رویس در برنامه ترنت ۱۰۰۰ با شرکای تقسیم‌کننده ریسک و درآمد همکاری کرد. این بار شش شریک در این برنامه حضور داشتند: کاوازاکی هوی اینداستریز (ماژول کمپرسور میانی)، میتسوبیشی هوی اینداستریز (محفظه احتراق و پره‌های توربین فشار پایین)، صنایع توربو پروبولسورز (ITP) (توربین فشار پایین)، کارلتون فورج وورکس (محفظه فن)، همیلتون ساندسترند (جعبه دنده) و گودریچ کورپوریشن (سیستم کنترل موتور). در مجموع، این شرکا ۳۵ درصد از سهام برنامه را در اختیار دارند.
خانواده ترنت ۱۰۰۰ به طور گسترده از فناوری‌های مشتق شده از نمونه آزمایشی ترنت ۸۱۰۴ بهره می‌برد. به منظور برآورده ساختن نیاز بوئینگ به یک موتور الکتریکی‌ قوی تر ، ترنت ۱۰۰۰ با طراحی بدون هوای خارج شده (bleedless) ساخته شده است. در این طراحی، خروجی توان از شفت فشار متوسط (IP) صورت می‌گیرد، برخلاف شفت فشار بالا (HP) که در سایر اعضای خانواده ترنت یافت می‌شود. یک فن با قطر ۲.۸ متر (۱۱۰ اینچ) و طراحی جاروب‌شده به عقب، با قطر هاب کوچک‌تر برای به حداکثر رساندن جریان هوا، در نظر گرفته شده است. نسبت بای‌پس نیز با تنظیمات مناسب جریان هسته موتور، نسبت به نسخه‌های قبلی افزایش یافته است.
نسبت فشار بالا، همراه با چرخش در خلاف جهت محورهای فشار متوسط و فشار بالا، راندمان را بهبود می‌بخشد. استفاده از اجزای سازگار بیشتر، تعداد قطعات را کاهش می‌دهد تا هزینه‌های نگهداری به حداقل برسد.

## تاریخچه کاربری
در ۲۶ اکتبر ۲۰۱۱، هواپیمای ۷۸۷ اولین پرواز تجاری خود را از فرودگاه ناریتا توکیو به مقصد فرودگاه بین‌المللی هنگ کنگ با خطوط هوایی آل نیپون ایرویز (ANA) انجام داد. این پرواز با موتورهای ترنت ۱۰۰۰ صورت گرفت. بوئینگ ۷۸۷ در سپتامبر ۲۰۱۱ با پکیج A وارد خدمت شد که مصرف سوخت ویژه رانش (TSFC) آن ۱٪ بدتر از مشخصات اولیه بوئینگ بود. این وضعیت با پکیج B که در دسامبر ۲۰۱۱ تأیید شد، بهبود یافت و سپس با پکیج C که در سپتامبر ۲۰۱۳ توسط EASA تأیید شد و ۱٪ مصرف سوخت بهتری نسبت به مشخصات اولیه ارائه می‌داد، باز هم ارتقا یافت. از همان اوایل عملیات، جنرال الکتریک ادعای ۲٪ مزیت در مصرف سوخت و ۱٪ حفظ عملکرد بهتر را داشت.
در مارس ۲۰۱۴، از مجموع سفارشات قطعی ۷۸۷، سهم رولز-رویس ۳۲۱ فروند (۳۱٪)، جنرال الکتریک ۵۶۴ فروند (۵۵٪) و ۱۴۶ فروند (۱۴٪) نامشخص بود. پکیج‌های بهبود عملکرد، مشکلات مربوط به مصرف سوخت و قابلیت اطمینان را برطرف کردند، اما مشکلات در ناوگان فعال همچنان پابرجا بود و مسائل مربوط به دوام برخی قطعات در سال ۲۰۱۷ برای ۴۰۰ تا ۵۰۰ موتور باقی ماند. در اوایل سال ۲۰۱۸، از ۱۲۷۷ سفارش، ۶۸۱ مورد موتور GEnx (۵۳٪) و ۴۲۰  مورد ترنت ۱۰۰۰ (۳۳٪) و ۱۷۶ مورد (۱۴٪) نامشخص بود.

### ترک خوردن پره
در اوایل سال ۲۰۱۶، در پره‌های توربین فشار متوسط (IPT) هواپیماهای آل نیپون ایرویز (ANA)، ترک‌خوردگی ناشی از خستگی و خوردگی مشاهده شد. موتورهایی که علائم خوردگی بیش از حد را نشان می‌دادند، از خدمت خارج شده و در مراکز تعمیراتی اصلاح شدند. در همین راستا، پره‌های مقاوم‌تر در برابر خوردگی توسعه یافته و جایگزین شدند. پره‌های توربین فشار بالا (HPT) از نظر خستگی بررسی شده و آب‌بندهای روتور کمپرسور فشار متوسط (IPC) نیز بازرسی شدند. با این حال چندین شرکت هواپیمایی مجبور به زمین‌گیر کردن هواپیماهای ۷۸۷ خود شدند. رولز-رویس مجبور شد در سال ۲۰۱۷ مبلغ ۳۵ میلیون دلار برای "پشتیبانی‌های فنی" پیش‌بینی‌نشده برای ناوگان فعال موتورهای ترنت ۱۰۰۰ خود هزینه کند.
در آوریل ۲۰۱۸، بازه زمانی بازرسی برای ۳۸۰ موتور ترنت ۱۰۰۰ مدل Package C که در حال فعالیت بودند، از هر ۲۰۰ پرواز به هر ۸۰ پرواز کاهش یافت تا مشکلات دوام برطرف شود. این اقدام، که باید توسط FAA نیز پیروی می‌شد، مدت زمان ETOPS (عملیات دو موتوره با برد گسترده) را از ۳۳۰ به ۱۴۰ دقیقه کاهش داد و بر پروازهای فرااقیانوسی تأثیر گذاشت. در ۱۷ آوریل، FAA این کاهش ETOPS را تأیید کرد. در ۱۹ آوریل، آژانس ایمنی هوانوردی اتحادیه اروپا (EASA) یک دستورالعمل صلاحیت پروازی (Airworthiness Directive) صادر کرد که در آن آمده بود: 
"گزارش‌هایی از بروز ترک‌خوردگی در برخی از پره‌های روتور ۱ و روتور ۲ کمپرسور فشار متوسط در موتورهای RR Trent 1000 'Pack C' دریافت شده است. این وضعیت، در صورت عدم شناسایی و اصلاح، می‌تواند منجر به جدا شدن پره در حین پرواز و احتمالاً کاهش کنترل هواپیما شود."
به این ترتیب نرخ بازرسی‌های EASA افزایش یافت، اما ETOPS حفظ شد. در ۲۶ آوریل ۲۰۱۸، FAA محدودیت‌هایی را برای ETOPS موتورهای Package C اعمال کرد. این محدودیت‌ها بر شرکت‌های هواپیمایی ایر اروپا، ایر نیوزلند، آویانکا، بریتیش ایرویز، اتیوپیان، لاتام، لوت لهستان، نروژین ایر، رویال برونئی، اسکوت، تای ایرویز و ویرجین آتلانتیک تأثیر گذاشت.
بوئینگ، معاون ارشد خود، کیث لورکوهن، رئیس بخش ۷۳۷ مکس را برای کمک به رولز-رویس در غلبه بر این مشکلات اعزام کرد، که نشان‌دهنده اهمیت این موضوع بود؛ چرا که ۳۴ هواپیما زمین‌گیر شده بودند و این تعداد می‌توانست در ماه‌های آینده افزایش یابد، زیرا ۳۸۳ موتور آسیب‌دیده، یک چهارم ناوگان ۷۸۷ را تأمین نیرو می‌کردند. پیش‌بینی می‌شد افزایش تولید بوئینگ ۷۸۷ به ۱۴ فروند در ماه تا اواسط سال ۲۰۱۹ تحت تأثیر قرار نگیرد، زیرا ۷۰ درصد از این هواپیماها دارای موتورهای جنرال الکتریک هستند، اما هفت فروند هواپیمای جدید در انتظار موتور در حال مونتاژ بودند.
با توجه به اینکه دستورالعمل‌های صلاحیت پروازی FAA و EASA بازرسی‌ها را تا ۹ ژوئن الزامی کرده بودند، تعداد هواپیماهای زمین‌گیر شده به اوج ۵۰ فروند رسید: پس از بررسی ۸۰ درصد از موتورها، ۲۹ درصد از آن‌ها در بازرسی مردود شده و زمین‌گیر باقی ماندند. رولز-رویس ۲۰۰ نفر را برای حل این مشکل اختصاص داد و در حال نصب یک پره کمپرسور فشار متوسط بازطراحی شده برای آزمایش در اوایل ژوئن بود. این پره دسترسی به یک راه‌حل دائمی را تسریع می‌بخشید تا قطعات لازم برای اورهال از اواخر سال ۲۰۱۸ در دسترس باشند. برای پوشش هزینه‌های ناشی از این مشکلات، رولز-رویس در سال ۲۰۱۸ مبلغ ۳۴۰ میلیون پوند (معادل ۴۵۰ میلیون دلار) را بودجه‌بندی کرد و این رقم برای سال ۲۰۱۹ کمتر در نظر گرفته شد. این در حالی است که جریان نقدی آزاد شرکت در سال ۲۰۱۸ حدود ۴۵۰ میلیون پوند (معادل ۶۴۳ میلیون دلار) بوده است. در اوایل ژوئن، همزمان با زمین‌گیر شدن ۳۵ فروند هواپیما، یک پره بازطراحی شده بر روی هواپیمای ۷۴۷-۲۰۰ آزمایش پروازی رولز-رویس تست شد. برای کاهش محدودیت‌های ETOPS (عملیات با دو موتور با برد گسترده)، لازم بود تا نهادهای نظارتی متقاعد شوند که احتمال اختلال در پروازهایی که به علت نقص فنی فقط یک موتور برای در هواپیما در دسترس است ناچیز است.
مشکل مشابهی در دوام کمپرسور فشار متوسط (IP Compressor) در برخی از موتورهای Package B شناسایی شد. در پی این امر، ۱۶۶ موتور از نوع Package B به صورت روی بال (on-wing) مورد بازرسی قرار گرفت، زیرا یک دستورالعمل صلاحیت پروازی (AD) از سوی EASA در ژوئن ۲۰۱۸ منتشر شد. همزمان با این اتفاق و  یک بازطراحی پیشگیرانه برای قطعات Package B آغاز شد.  همچنین یک بازطراحی پیشگیرانه همانند آنچه برای قطعات Package B  صورت گرفت روی  موتور ترنت ۱۰۰۰ TEN انجام شد در حالی که این موتور، مدل کاهش دوام در کمپرسور فشار متوسط را نشان نداده بود. در حال حاضر، ۶۱ موتور Package B در خدمت هستند، در حالی که ۸ موتور در انبار نگهداری می‌شوند. کمبود موجودی پره‌های کمپرسور باعث شد که تعمیرات بیش از سه روز طولانی‌تر از حد برنامه‌ریزی شده به طول انجامد، در حالی که تعداد جت‌های زمین‌گیر شده به ۴۳ فروند رسید و رولز-رویس تقریباً ۱ میلیارد پوند (معادل ۱.۳ میلیارد دلار) را برای رسیدگی به این مشکلات اختصاص داد.
تعداد هواپیماهای زمین‌گیر شده در اوج خود به ۴۴ فروند رسید که کمتر از ۵۰ فروند پیش‌بینی شده بود، و ظرفیت تولید پره‌های توربین، که یک عامل محدودکننده بود، از ابتدای سال ۲۰۱۸ تا ۵۰ درصد افزایش یافت. انتظار می‌رود این مشکلات به ترنت XWB رخ ندهد، زیرا شواهدی از مسائل مشابه وجود ندارد و این موتور با ابزارهای مدرن‌تر و جریان طراحی متفاوتی توسعه یافته است، اگرچه هنوز به اندازه کافی موتور برای رد این احتمال بازرسی نشده است. این مشکلات در ترنت ۷۰۰۰ نیز سرایت مشاهده نخواهد شد، زیرا این موتور شامل بهبودهای ترنت ۱۰۰۰ خواهد بود. 

### مدیریت ریسک
فرسایش زودهنگام پوشش محافظ حرارتی (thermal barrier coating) روی پره‌های توربین فشار متوسط (IP) بر اثر "خوردگی داغ" که ناشی از میزان بالای سولفور (گوگرد) اتمسفری ناشی از صنایع آلاینده در اطراف شهرهای بزرگ آسیا-پاسیفیک بود، ماده پایه را در معرض خستگی کم چرخه (low-cycle fatigue) قرار می‌داد. اولین راه حل، یعنی استفاده از ماده پایه و پوشش بازنگری شده برای مقابله با خوردگی توربین فشار متوسط، تا سپتامبر ۲۰۱۸ بر روی بیش از ۶۲٪ از ناوگان آسیب‌دیده نصب شد. آزمایش‌های آزمایشگاهی توربین جدید رضایت‌بخش بوده و عمر مفید توربین باید از طریق بازرسی‌های حین خدمت اثبات شود؛ برخی از موتورها تاکنون ۱,۰۰۰ تا ۱,۵۰۰ چرخه را به پایان رسانده‌اند. یک برنامه آزمایش مواد با همکاری دانشگاه‌های انگلستان و اروپا انچام شد. آزمایش‌های خستگی چرخه پایین نشان داد که از نفوذ عامل (corrosive agent diffusion) به ماده اصلی جلوگیری شده و از تشکیل ریزترک‌ها (microcrack formation) پیشگیری می‌شود. یک مدل پیش‌بینی می‌کند که مواجهه با عوامل خورنده (corrosive agents) را برای جلوگیری از بازرسی‌های غیرضروری و توالی‌یابی صحیح بهینه‌سازی‌ها مدیریت کند. 
هنگامی که این مشکل در ماه مارس کشف شد، مکانیزم خرابی (failure mechanism) به وضوح درک نشده بود؛ این کشف پس از آن صورت گرفت که چهار پره کمپرسور در اولین روتور IP و یک پره در روتور دوم در یک موتور با سابقه عملیاتی بالا دچار نقص شدند. بررسی‌های لرزشی (vibration surveys) نشان داد که جریان آشفته فن (fan wake) بر پره کمپرسور تأثیر می‌گذارد، با اختلاف فرکانس ۱۰۰ هرتز بین محورهای IP و LP که باعث ایجاد لرزش هم‌زمان در مُد طبیعی (eigenmode synchronised vibration) در دو روتور اول کمپرسور می‌شد. این امر منجر به فرسایش و ایجاد ریزترک‌ها در ریشه پره‌ها شد که به ترک‌های کامل (proper cracks) تبدیل شده و پس از حدود ۱,۰۰۰ چرخه دچار نقص می‌شدند و در نهایت به خاموشی موتور در حین پرواز (inflight shutdown) منجر می‌گردید. برای جلوگیری از مُدهای طبیعی، رولز-رویس جرم پره را از مرکز به سمت محیط جابجا کرد. آزمایش‌ها هیچ لرزش مخربی را نشان ندادند و انتظار می‌رود تأییدیه تا پایان سال صادر شود؛ تولید پره جدید با پیش‌بینی این تأییدیه آغاز شده است. اگرچه این پره دارای طراحی روتور IP متفاوت به سبک Trent XWB و بدون مُد طبیعی است، اما همان مراحل برای ترنت ۱۰۰۰ TEN و همچنین ترنت ۷۰۰۰ نیز بازطراحی شده‌اند.
در مارس ۲۰۱۸، رولز-رویس به‌طور محتاطانه، حداکثر توان عملیاتی مستمر تک‌موتوره را به ۱۴۰ دقیقه محدود کرد که این امر منجر به محدودیت ETOPS توسط نهادهای نظارتی (regulatory agencies) شد. از بین بیش از ۱۰۰ موتوری که ترک‌های کوچک را نشان می‌دادند (یک سوم از جمعیت مشکوک ۳۶۶ موتور)، تنها یک موتور دچار نقص کامل شد، زیرا ترک‌ها به آرامی رشد می‌کنند. در کارخانه دربی، یک موتور ترنت ۱۰۰۰ مجهز به ابزار دقیق (instrumented) با روتورهای ترک‌خورده به مدت ۱۰ ساعت با حداکثر توان مستمر بدون گسترش ترک (crack propagation) کار کرد و سپس در اواسط سپتامبر بر روی هواپیمای آزمایشی ۷۴۷ رولز-رویس (Rolls-Royce's 747 testbed aircraft) نصب شد تا تأیید شود که این مشکل مربوط به خستگی چرخه بالا (high-cycle fatigue) نیست و محدودیت‌های ETOPS کاهش یابد. پروازها قرار بود در پایان سپتامبر در سواحل کالیفرنیا آغاز شود؛ موتور در ارتفاع ۱۲۰۰۰ پایی (FL120) و حداکثر توان مانند یک انحراف ETOPS تک‌موتوره (single engine ETOPS diversion) به کار گرفته خواهد شد و پس از آن آزمایش‌های آب و هوای سرد در آلاسکا انجام می‌شود. تا دسامبر، تعداد موتورهای زمین‌گیر شده همچنان بالا بود و انتظار می‌رفت در نیمه اول سال ۲۰۱۹ بهبود چشمگیری یابد. پس از تأییدیه‌های EASA و FAA، یک طراحی بازنگری شده برای پره کمپرسور IP از ژانویه ۲۰۱۹ بر روی موتورهای Trent 1000 Package C نصب شد.
تا نوامبر ۲۰۱۹، رولز-رویس قصد داشت تعداد هواپیماهای زمین‌گیر شده را تا اواسط سال ۲۰۲۰ به کمتر از ده فروند برساند. پس از ارزیابی یک طراحی توربین فشار بالا که برای اوایل سال ۲۰۲۰ در نظر گرفته شده بود، مشخص شد که پره HP بازطراحی شده Trent 1000 TEN به اندازه انتظار بادوام نیست و معرفی آن تا نیمه اول سال ۲۰۲۱، که آخرین اصلاحیه مورد نیاز است، به تعویق افتاد. رولز-رویس انتظار دارد در سال ۲۰۱۹ مبلغ ۱.۴ میلیارد پوند (معادل ۱.۸ میلیارد دلار) هزینه کند که تقریباً دو برابر ۷۹۰ میلیون پوند جذب شده در سال ۲۰۱۸ است، زیرا کل هزینه‌های پراکنده در بازه ۲۰۱۷ تا ۲۰۲۳ به ۲.۴ میلیارد پوند افزایش یافته است، در حالی که در اواسط سال ۲۰۱۹ این رقم ۱.۶ میلیارد پوند تخمین زده می‌شد.